# Holger Sinding-Larsen
Peter Andreas Holger Sinding-Larsen (ur. 5 lipca 1869 w Oslo, zm. 12 grudnia 1938 tamże) – norweski architekt, olimpijczyk.
Architekturę studiował na uczelniach technicznych w Oslo oraz Berlinie. W swojej karierze zaprojektował m.in. kościół w Vålerenga (1902), kaplicę w Holmenkollen, muzeum w Tøyen (1904-1917), kościół w Lomen (1914). Był odpowiedzialny za renowację twierdzy Akershus w latach 1905-1922.
Zdobył srebrny medal w Olimpijskim Konkursie Sztuki i Literatury w Antwerpii, w kategorii architektura, za projekt szkoły gimnastycznej. Medale złoty i brązowy w tej konkurencji nie zostały przyznane.